# Muttnyánszky Ádám
Muttnyánszky Ádám (Budapest, 1889. október 4. – Budapest, 1976. augusztus 2.) gépészmérnök, egyetemi tanár, Kossuth-díjas.

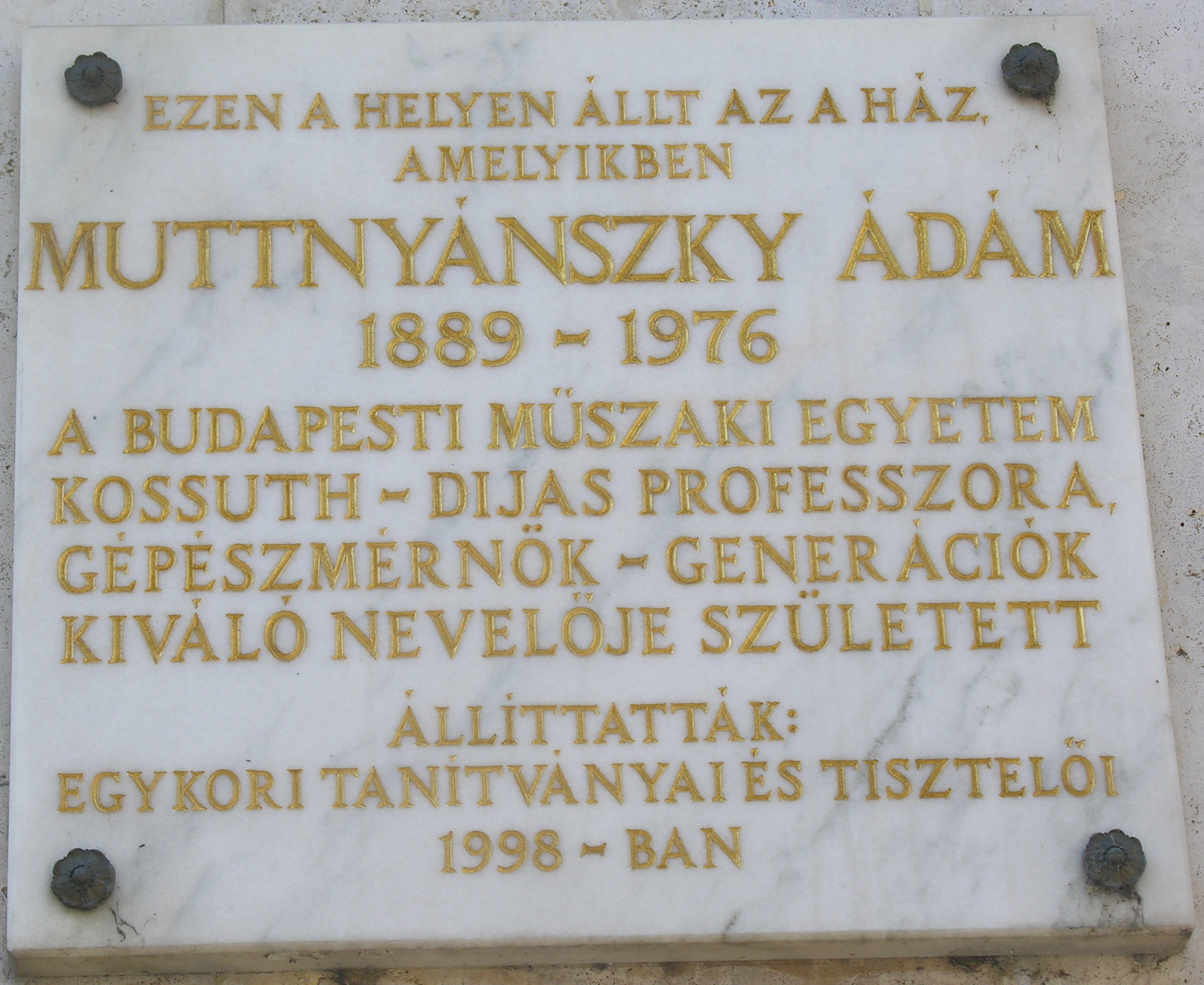
Emléktáblája a szülőháza helyén épült ház falán, a Margit utca 8-10. szám alatt

## Életpályájának kezdete
Lengyel származásúnak tartott, értelmiségi család ötödik gyermekeként született, dédapja a Muttnyánszky ágon nagykanizsai tanító, nagyapja ügyvéd és közjegyző volt. Azonos nevű apja mint járásbíró, Bonyhádról költözött a főváros II. kerületébe, majd Solymárra, ahol 1896-ban a plébániával szomszédos házak egyikét vásárolta meg. Az apa mint nyugalmazott táblabíró 1920-ban hunyt el, ezt követően az épületet a község – 1921 szeptemberében – orvosi rendelő céljára vásárolta meg a családtól. A Muttnyánszky szülők sírja még ma is megtalálható a solymári temető régi részén, a papi sírok szomszédságában, ami - házuknak a plébániával való szomszédságát tekintve - jelképes is lehetett.
Ifjúkorát Solymáron töltötte, középiskolai tanulmányait Budapesten végezte. A jeles minőségű érettségi után 1907-ben beiratkozott a budapesti kir. József műegyetem gépészmérnöki szakosztályába, ahol kiváló, neves tanárok keze alá került. 1911-ben szerzett gépészmérnöki diplomát. Ezután két évig Czakó Adolf professzor tanszékén (Szilárdságtan Tanszék) volt tanársegéd. Ez az időszak meghatározó volt életében, mert tanítómesterének irányítása és példamutatása révén vált vérbeli pedagógussá, mérnökök nevelőjévé. 1913-ban katonai szolgálatra hívták be. Az első világháborúban a fronton 62 hónapot töltött katonai szolgálatban.
Leszerelése után Bresztovszky Béla professzor tanszékére került (Műszaki Mechanikai Tanszék), ahol adjunktusi állást foglalt el. 1920-ban a hallgatók számának jelentős csökkenése miatt megvált az egyetemi állásától.

## Bányamérnökként

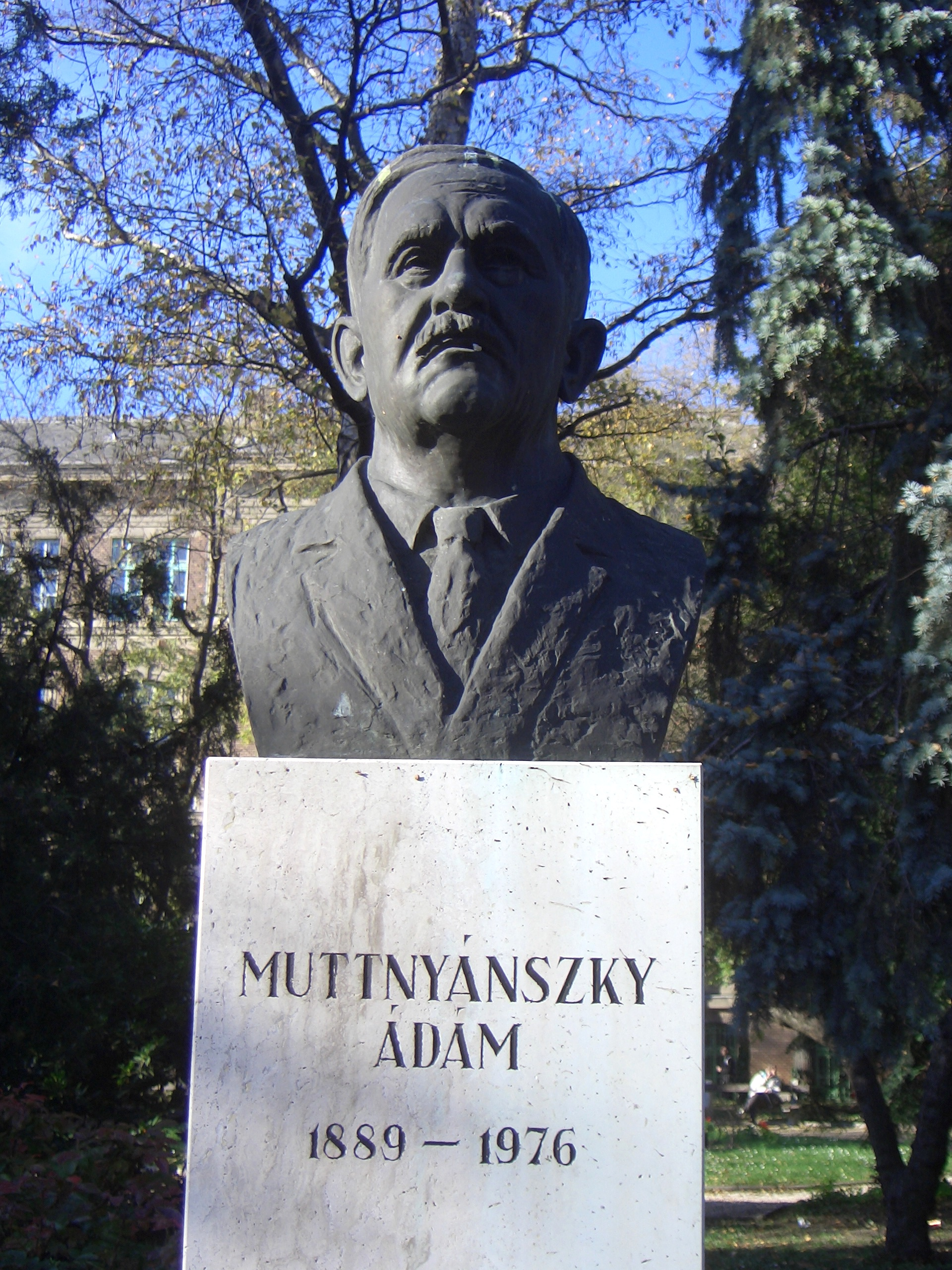
Muttnyánszky Ádám mellszobra a Budapesti Műszaki Egyetemen

1920 – 1938 között a Budapest-vidéki Kőszénbánya Rt. pilisvörösvári bányájának előbb mérnöke, majd a bányaüzem gépészeti főmérnöke lett. A háborús gazdálkodás miatt a bánya gépészeti és szállítási berendezései meglehetősen elhanyagolt állapotban voltak. A munkája során megfigyelte az aknák szállító gépeinek kötelein bekövetkezett szálszakadásokat, a kötéltárcsák kopását, a csapágyak melegedését stb., és mindezekről gondos feljegyzéseket készített. Ezek alapján még időben tudott intézkedni a korábban sűrűn előforduló üzemi balesetek és üzemzavarok megelőzéséről.
A pilisvörösvári bányához több akna tartozott szállítóberendezéssel, a solymári szénosztályozóhoz sodronykötélpálya szállította a szenet. Ezeken túl számtalan csővezeték (gőz, víz) és távkábel karbantartása tartozott a keze alá, amelyhez az egyetemen tanultakra szüksége volt, sőt a technika fejlődése miatt ismeretei bővítésre szorultak. Műszaki könyvtárát külföldi művekkel a saját pénzén fejlesztette, mert a vállalat erre nem adott pénzt. 1933-ban súlyos bányaszerencsétlenség történt, vízbetörés miatt a bent rekedt 9 bányászt az általa tervezett és megépített külön aknán keresztül tudták élve kihozni.
A bánya számos problémáját oldotta meg, az átlagos mérnöki tevékenység szintjét messze meghaladóan. Munkásságának eredményét, a feljegyzései alapján mások okulására közzé akarta tenni, de ehhez a bánya igazgatósága nem adta meg az engedélyt, nehogy a konkurencia megismerje és alkalmazza a cikkekben szereplő megoldásokat, mert az a részvényeseik érdekeit sértette volna.
A gyakorlati tevékenység tükröződik későbbi oktatómunkájában: előadásainak, jegyzeteinek, könyveinek példaanyagát jórészt ebben az időszakban gyűjtötte össze.

## Professzorként, jegyzetíróként

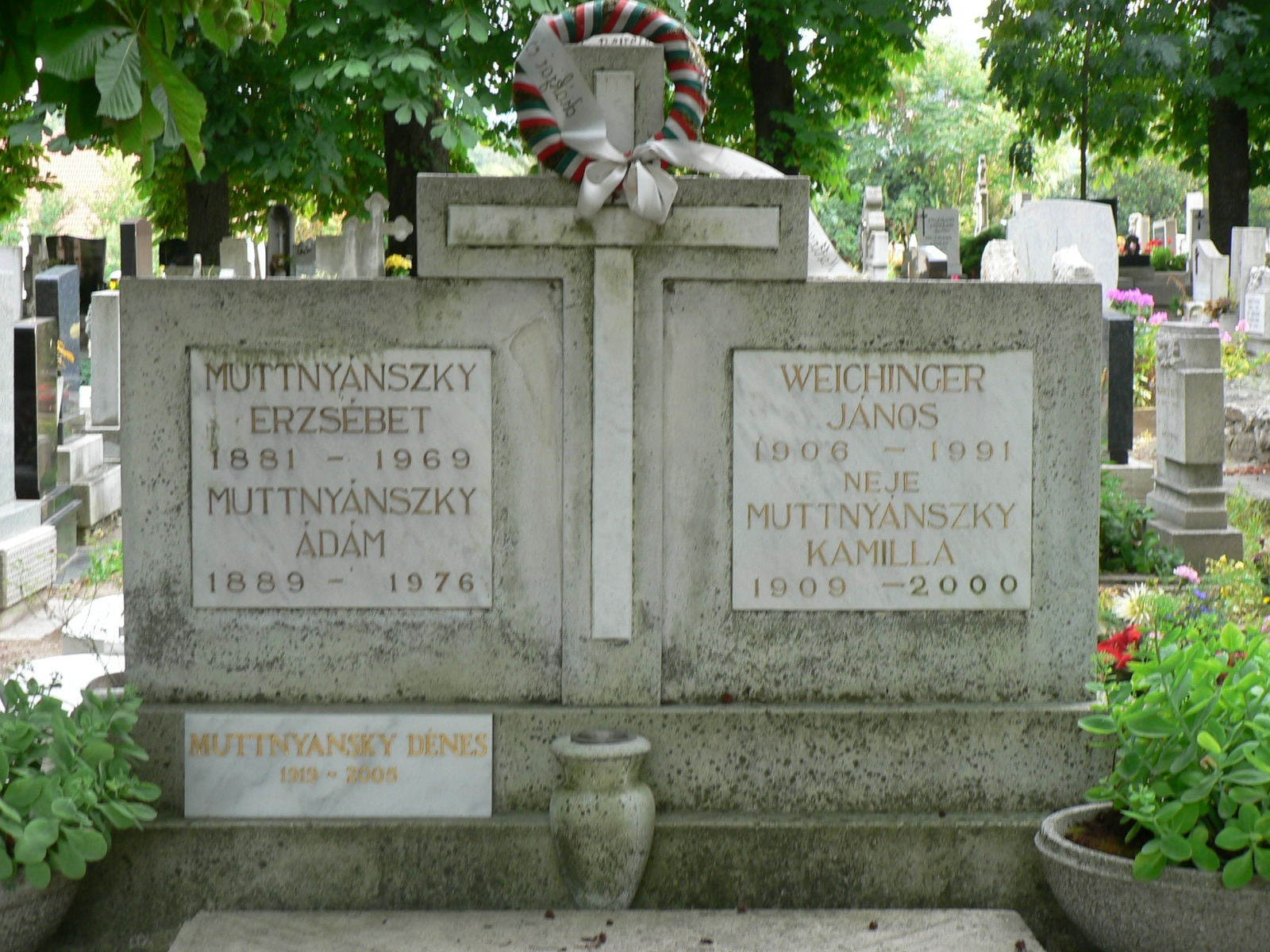
Muttnyánszky Ádám síremléke

A bányaüzem 1938-as megszüntetését követően újból visszament az egyetemre oktatni. Előbb az alkalmazott mechanika tárgy előadására hívták meg, majd adjunktusként az Aerodinamika Tanszék szélcsatornáinak szerelését vezette. 1942-ben a Műszaki Mechanikai Tanszék vezetésére kapott kinevezést. Tevékenységét a mechanika tananyag átdolgozásával, kibővítésével kezdte. Irányításával teljesen átdolgozták a hallgatók részére kiadandó feladatokat és szigorlati kérdéseket.
Így sikerült elérnie, hogy a mechanika oktatás jól illeszkedjék a gépészmérnöki gyakorlat igényeihez és az oktatás tanmenetéhez. Mint tanár nemcsak a hallgatók tudását igyekezett fejleszteni, hanem arra is törekedett, hogy diákjai fogékonyak legyenek a mérnöki gondolkodás iránt, megismerjék a mérnöki alkotás szépségeit, társadalmi hasznosságát. Hallgatóit a mérnöki felelősségre, lelkiismeretességre, pontosságra nevelte. Igényes volt a munkában, szigorú, de igazságos a számonkérésben. Egész lénye, emberi magatartása egy mérnöknemzedék példaképévé tette őt.
A jegyzetkiadás kezdeményezőjeként igen sokat tett a hatékony mérnökképzés érdekében. Felismerte, hogy a tudomány elsajátításához gondosan és magyarosan fogalmazott, áttekinthető ábrákkal ellátott jegyzetek szükségesek. Példát mutatott abban, hogy a háborút követő nehéz viszonyok közepette is hogyan lehet a jegyzetellátást megoldani. A gyakorlatból vett példáiból, világos, érthető előadásaiból a mérnöki hivatás szépsége sugárzott.
A jegyzeteinek kiadására csak a második világháború után kerülhetett sor. Ezeket a Tankönyvkiadó Vállalat 1950-től kezdve egyetemi tankönyvként adta ki, több ért meg 5, illetve 8 kiadást. Ezek a művek mintául szolgálnak arra, hogy miként lehet a mechanika legelvontabb részeit is egyszerűen, de szabatosan, tudományos igényességgel megmagyarázni, és összekapcsolni a gyakorló mérnök tevékenységével. Könyveit az ipari gyakorlatban is a fontos segédkönyvek közé sorolják.
70 éves korában saját elhatározásából nyugdíjba ment, de ezután is kapcsolatban maradt volt tanszékével. 80 évesen még egyetemi jegyzetet írt. 1976-ban bekövetkezett halálakor – végakaratának megfelelően – Solymáron helyezték örök nyugalomra.
Születésének 100. évfordulóján a solymári temetőben lévő sírjánál a Budapesti Műszaki Egyetem koszorúzási ünnepélyt rendezett, ugyanakkor az egyetem központi könyvtára emlékkiállítást rendezett, majd sor került a Műegyetem kertjében Dr. Muttnyánszky Ádám Kossuth-díjas egyetemi tanár szobrának leleplezésére, és róla nevezték el a Ka 51. tantermet, ahol emlékezetes előadásainak többségét tartotta.

## Főbb művei
- A drótkötelek élettartama (Technika, 1940, 3. sz.)
- Siklófék laza féktuskóval (Technika, 1941, 10. sz.)
- Síkban görbe rudakról (Bp., 1942)
- Statika (egyetemi tankönyv, Bp., 1951)
- Műszaki lengéstan elemei (Bp., 1952)
- Szilárdságtan (egyetemi tankönyv, Bp., 1956)* (bővített kiadás: Műszaki könyvkiadó, Budapest, 1981. ISBN 963 10 359 13)
- Bányászati Kézikönyv I. Kinematika és szilárdságtan (Bp., 1956)
- Kinematika és kinetika (egyetemi tankönyv, 1957)
- Műszaki Értelmező Szótár II. Mechanika és Lengéstan (szerk. Palotás L., Bp., 1959).

## Díjak, elismerések
- Magyar Népköztársasági Érdemérem arany fokozata (1950)
- Kossuth-díj (1952)
- A Felsőoktatás kiváló dolgozója (1953)
- A Budapesti Műszaki Egyetem Muttnyánszky professzornak, mint egykori hallgatójának 1961-ben arany, 1971-ben gyémánt diplomát adományozott, 1971-ben pedig díszdoktorrá avatta.